# Fuori combattimento (film)
Fuori combattimento (Tipped Off) è un cortometraggio muto del 1920 diretto da Albert Russell.
Il film, un western interpretato dal popolare Hoot Gibson, è il debutto sullo schermo per la giovane Gertrude Olmstead.

## Produzione
Il film fu prodotto dall'Universal Film Manufacturing Company.

## Distribuzione
Distribuito dall'Universal Film Manufacturing Company, il film - un cortometraggio in due bobine - uscì nelle sale cinematografiche statunitensi il 27 novembre 1920.